# یواس‌سی‌جی‌سی آلرت (دبلیوام‌ئی‌سی-۱۲۷)
یواس‌سی‌جی‌سی آلرت (دبلیوام‌ئی‌سی-۱۲۷) (به انگلیسی: USCGC Alert (WMEC-127)) یک کشتی است که طول آن 125 feet می‌باشد. این کشتی در سال ۱۹۲۶ ساخته شد.